# Geranomyia snyderi snyderi
Geranomyia snyderi snyderi is een ondersoort van de tweevleugelige Geranomyia snyderi uit de familie steltmuggen (Limoniidae). De soort komt voor in het Australaziatisch gebied.